# فيليب قود
فيليب قود (بالإنجليزية: Phillip Good)‏ هو إحصائي أمريكي، ولد في 1937.